# Hélton
Hélton da Silva Arruda (São Gonçalo, Brasil, 18 de mayo de 1978) es un exfutbolista, entrenador y cantante brasileño. Jugaba de portero.

## Trayectoria

### Vasco
Nacido en São Gonçalo, Río de Janeiro, surgió a través del sistema juvenil del CR Vasco da Gama. Llamó la atención después de ganar la Série A y la Copa Mercosur con el club en 2000.

### União de Leiria
En 2002, su contrato con Vasco expiró y firmó con el club portugués U. D. Leiria en enero del año siguiente. Hizo su debut oficial el 9 de marzo de 2003 en una victoria en casa por 3-1 contra el Académica de Coimbra en la Taça de Portugal.
Al final de la campaña 2004-05, después de ser la primera opción en sus últimos dos años, firmó con el F. C. Porto.

### Porto
Parecía que estaba destinado a pasar mucho tiempo en el banquillo, ya que la leyenda del Porto Vítor Baía se abrió paso en el primer equipo. Sin embargo, tuvo su oportunidad antes de lo esperado cuando el entrenador neerlandés Co Adriaanse se deshizo sumariamente a Baía luego de un error contra el C. F. Estrela de Amadora le costó al equipo un gol y una derrota por 1-2 fuera de casa, el 15 de enero de 2006.
Después de la crítica inicial, ganó el lugar número uno con varias actuaciones sólidas. Celebró su primera temporada en el club con el doblete nacional (Liga y Copa).
Continuó siendo un titular indiscutible para el Oporto en los años siguientes, ya que el club ganó cuatro campeonatos consecutivos de liga. Sin embargo, en la Copa de Portugal de 2008-09, se quedó en el banquillo porque Nuno Espírito Santo fue el titular de los eventuales ganadores. Tras la marcha de Lucho González para el Olympique de Marsella en 2009, en verano, fue nombrado capitán del equipo.
Fue de nuevo la primera opción en las siguientes dos temporadas, apareciendo en 49 partidos de liga combinados mientras su equipo ganaba seis títulos importantes. El 18 de mayo de 2011 celebró su 33º cumpleaños manteniendo la portería a cero en la final de la Liga Europa de la UEFA, en una victoria por 1-0 ante el S. C. Braga.
Jugó 30 partidos de liga en la campaña 2012-13, para su séptima conquista de ligera. Sin embargo, el 16 de marzo de 2014 sufrió una lesión en el tendón de Aquiles de su pierna derecha durante una derrota 0-1 en el Sporting Clube de Portugal, quedando fuera de juego durante varios meses.
El 17 de febrero de 2014 fue condenado a pagar una multa de 60 000 euros por agredir a dos camareros en el Estádio da Luz, luego de una pelea en el túnel durante la derrota de liga de 0-1 contra el S. L. Benfica el 20 de diciembre de 2009. Luego de volver a la acción, se convirtió en suplente, tanto de Fabiano como de Iker Casillas.
Después de rescindir su contrato el 12 de octubre de 2016 a la edad de 38 años, anunció su retiro el año siguiente.
En octubre de 2020, tras más de tres años retirado, regresó a los terrenos de juego para jugar en la U. D. Leiria, su primer equipo en el fútbol europeo.

## Selección nacional
Fue internacional con la selección de fútbol de Brasil, jugando tres partidos internacionales. Su mayor éxito con su selección fue la Copa América 2007.

### Estadísticas con la selección de Brasil
| Brasil    | Brasil | Brasil   | Brasil |
| Selección | Año    | Partidos | Goles  |
| --------- | ------ | -------- | ------ |
| Sub-23    | 2000   | 6        | 0      |
| Mayores   | 2006   | 1        | 0      |
| Mayores   | 2007   | 2        | 0      |
|           | Total  | 9        | 0      |

## Clubes

### Como jugador
| Club                | País     | Año       |
| ------------------- | -------- | --------- |
| C. R. Vasco da Gama | Brasil   | 1999-2002 |
| U. D. Leiria        | Portugal | 2002-2005 |
| F. C. Porto         | Portugal | 2005-2016 |
| U. D. Leiria        | Portugal | 2020-2021 |

### Como entrenador
| Club            | País     | Año  |
| --------------- | -------- | ---- |
| S. C. Freamunde | Portugal | 2018 |

## Palmarés

### Títulos nacionales
| Título                         | Club                | País     | Año     |
| ------------------------------ | ------------------- | -------- | ------- |
| Campeonato Brasileño de Fútbol | C. R. Vasco da Gama | Brasil   | 2000    |
| Primeira Liga                  | F. C. Porto         | Portugal | 2005-06 |
| Copa de Portugal               | F. C. Porto         | Portugal | 2005-06 |
| Supercopa de Portugal          | F. C. Porto         | Portugal | 2006    |
| Primeira Liga                  | F. C. Porto         | Portugal | 2006-07 |
| Copa de Portugal               | F. C. Porto         | Portugal | 2006-07 |
| Supercopa de Portugal          | F. C. Porto         | Portugal | 2007    |
| Primeira Liga                  | F. C. Porto         | Portugal | 2007-08 |
| Primeira Liga                  | F. C. Porto         | Portugal | 2008-09 |
| Copa de Portugal               | F. C. Porto         | Portugal | 2008-09 |
| Supercopa de Portugal          | F. C. Porto         | Portugal | 2009    |
| Copa de Portugal               | F. C. Porto         | Portugal | 2009-10 |
| Supercopa de Portugal          | F. C. Porto         | Portugal | 2010    |
| Primeira Liga                  | F. C. Porto         | Portugal | 2010-11 |
| Copa de Portugal               | F. C. Porto         | Portugal | 2010-11 |
| Supercopa de Portugal          | F. C. Porto         | Portugal | 2011    |
| Primeira Liga                  | F. C. Porto         | Portugal | 2011-12 |
| Supercopa de Portugal          | F. C. Porto         | Portugal | 2012    |
| Primeira Liga                  | F. C. Porto         | Portugal | 2012-13 |
| Supercopa de Portugal          | F. C. Porto         | Portugal | 2013    |

### Títulos internacionales
| Título                 | Club                | Sede   | Año  |
| ---------------------- | ------------------- | ------ | ---- |
| Copa Mercosur          | C. R. Vasco da Gama | Brasil | 2000 |
| Liga Europa de la UEFA | F. C. Porto         | Dublín | 2011 |

### Títulos regionales
| Título             | Club                | País   | Año  |
| ------------------ | ------------------- | ------ | ---- |
| Campeonato Carioca | C. R. Vasco da Gama | Brasil | 1998 |
| Taça Guanabara     | C. R. Vasco da Gama | Brasil | 2000 |
| Taça Río           | C. R. Vasco da Gama | Brasil | 2001 |

### Distinciones individuales
| Distinción                  | Año        |
| --------------------------- | ---------- |
| Portero del Año en Portugal | 2011, 2013 |

## Plano personal
Helton también es conocido por tener una fuerte conexión con el mundo de la música, especialmente con la samba. Actualmente tiene una banda llamada Uzôme.